# Коэффициент пористости
Коэффициент пористости {\displaystyle e}  — отношение объёма пустот {\displaystyle {V_{V}}} к объёму твёрдых частиц {\displaystyle {V_{S}}}. Стоит заметить, что в объём пустот входит объём воды и объём воздуха (пористость).

## Коэффициент пористости в геотехнике

Фазовая диаграмма грунта. Где — объём пустот (включая пустоты занятые водой и воздухом), — объём сухого грунта, — общий объём.

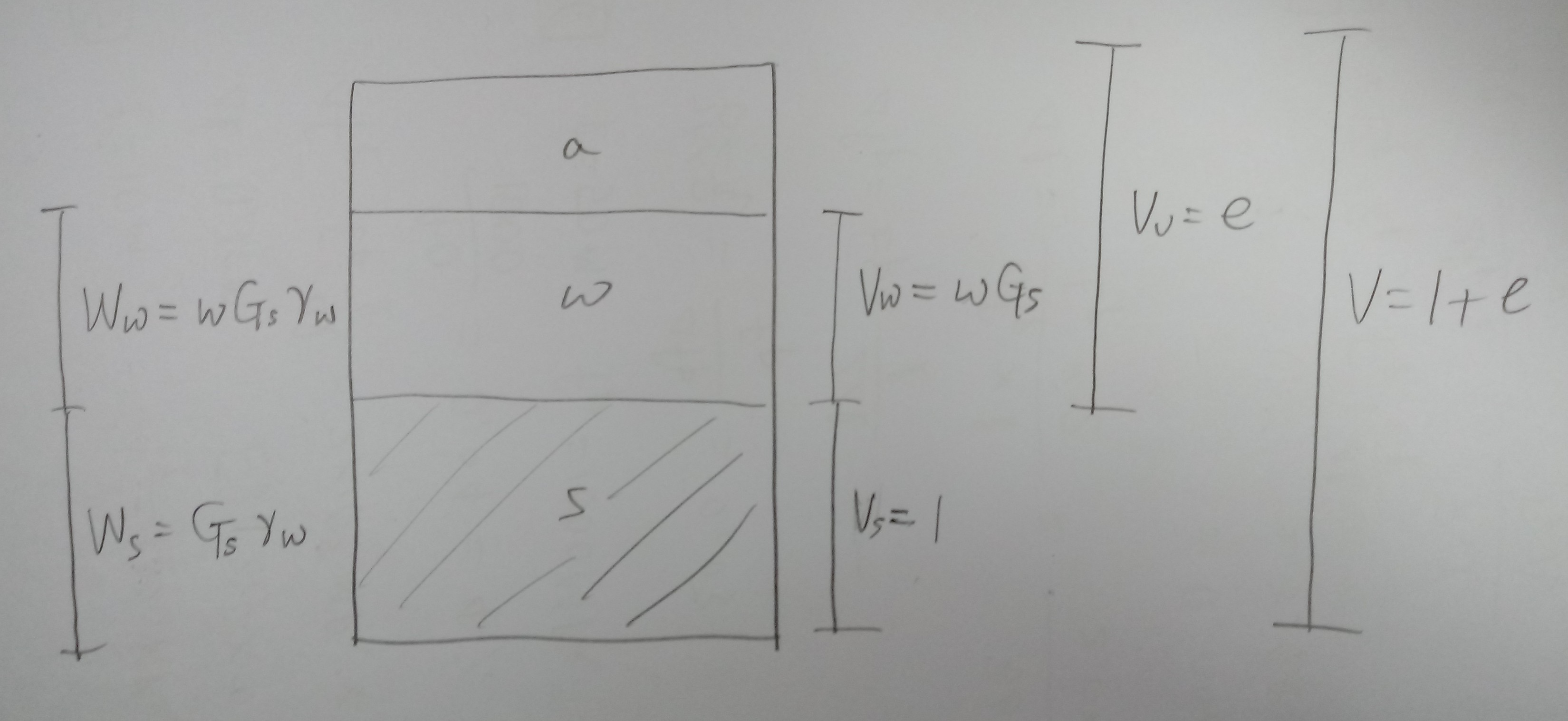
Для решения практических задач принимают = и =1. Соответственно:

Коэффициент пористости — один из основных показателей состава и свойств грунтов, одна из переменных состояния грунтов. Согласно ГОСТ 25100-2020, различают коэффициент пористости песка в предельно рыхлом и плотном состояниях ({\displaystyle e_{max}}, {\displaystyle e_{min}} соответственно)
{\displaystyle e={\frac {V_{V}}{V_{S}}}={\frac {V_{V}}{V_{T}-V_{V}}}={\frac {n}{1-n}}}

### Разница между коэффициентом пористости и коэффициентом пустотности
В геотехнике символ пористости, {\displaystyle \phi } обозначает угол внутреннего трения при дренированном сдвиге. Из-за этого уравнение обычно переписывают с использованием буквы {\displaystyle n} пористости:
{\displaystyle n={\frac {V_{V}}{V_{T}}}}.
Как можно заметить выше пустотность это отношение объёма пустот к общему объему. Пористость же это отношение объёма пустот к объёму твёрдых частиц.
Зависимость между пустотностью и пористостью можно выразит как
{\displaystyle n={\frac {V_{V}}{V_{T}}}={\frac {V_{V}}{V_{S}+V_{V}}}={\frac {e}{1+e}}}
где {\displaystyle e} — коэффициент пустотности, {\displaystyle n} — пористость, V V — объём пустот (воздух и вода), V S — объём твёрдых частиц, а V T — общий или объёмный объём.

### Применение
- Контроль тенденции изменения объёма. Если Коэффициент пористости большой (рыхлый грунт) {\displaystyle e_{max}}, пустоты в грунте имеют тенденцию к минимизации под нагрузкой — соседние частицы сжимаются. Противоположная ситуация происходит, когда коэффициент пустотности относительно невелик (плотный грунт), {\displaystyle e_{min}}.
- Контроль проводимости жидкости (способность движения воды через почву). Рыхлые почвы обладают высокой проницаемостью, плотные являются менее проницаемыми.
- Движение частиц. В рыхлом грунте частицы могут перемещаться довольно легко, в то время как в плотном более мелкие частицы не могут проходить через пустоты, что приводит к их задержке.

### Методы определения
Существует множество методов определения максимального и минимального коэффициента пустотности. Наиболее часто используемыми из этих методов являются методы, приведенные в ASTM D4254 (максимальной доли пустот) и D 4253 (минимальная доли пустот).

### Критический Коэффициент пористости
{\displaystyle {e_{cr}}} значение коэффициента пустотности, при котором объём грунта не изменяется при сдвиге. В случае, если {\displaystyle {e_{0}}}>{\displaystyle {e_{cr}}} происходит разжижение грунтов ({\displaystyle {e_{0}}}>{\displaystyle {e_{cr}}} грунт рыхлый и песок будет разжижаться, если предотвратить дренаж). Насыщенные грунты с коэффициентом пустотности более 1,0; содержит больше объема воды, чем объема твердого вещества. Состояние е>1,0 наблюдается во многих мелкозернистых грунтах. При изучении состава и свойств грунта мало внимания будет уделяться свойствам жидкой фазы, почти полностью сосредоточившись на минералогии и структуре твердой фазы. Это объясняется тем, что классическая механика грунтов основана на понятии эффективного напряжения, которое предполагает, что изменение объема и прочностные характеристики зависят от напряжений, переносимых зернистой структурой (твердой фазой), а водная фаза нейтральна.

## Коэффициент пустотности в материаловедении
В материаловедении связан с пористостью следующим образом:
{\displaystyle e={\frac {V_{V}}{V_{S}}}={\frac {V_{V}}{V_{T}-V_{V}}}={\frac {\phi }{1-\phi }}}
а также как
{\displaystyle \phi ={\frac {V_{V}}{V_{T}}}={\frac {V_{V}}{V_{S}+V_{V}}}={\frac {e}{1+e}}}
где {\displaystyle e} — коэффициент пустотности, {\displaystyle \phi } — пористость, V V — объём пустот (например, жидкости), V S — объём твердых частиц, а V T — общий или объемный объём. Эта цифра актуальна для композитов, горнодобывающей промышленности (особенно в отношении свойств хвостов) и почвоведения.